# François Clément
François Clément (Bèze, 1714 - París, 29 de marzo de 1793) fue un historiador francés, monje benedictino de la congregación de San Mauro. 
Tras terminar sus primeros estudios en el colegio de los jesuitas de Dijon, a los diecisiete años profesó como monje benedictino en la abadía de Vendôme perteneciente a la congregación de San Mauro, siendo trasladado poco después al monasterio de Blancs Manteaux de París, en el que pasó el resto de sus días dedicado al estudio de la historia. 
Siguiendo la tradición existente entre los mauristas de continuar las obras comenzadas por sus correligionarios, Clément colaboró con Charles Clémencet en la redacción de los volúmenes XI y XII de la "Histoire littéraire de la France" que dejara inacabada el difunto Antoine Rivet, y con Michel Jean Joseph Brial en la de los tomos XII y XIII de "Recueil des historiens des Gaules et de la France" que comenzara Martin Bouquet, siendo ambas obras proseguidas por la Academia de las inscripciones y lenguas antiguas del Instituto de Francia. 
Sin embargo su obra maestra fue la reedición de "L'art de vérifier les dates" que Clémencet había sacado en 1750: tras una primera revisión publicada en 1770, a lo largo de más de veinte años Clément la fue ampliando hasta componer tres volúmenes in folio que detallan la cronología del mundo desde la era precristiana hasta finales del siglo XVIII. 